# ميكيل أجويريزابالاجا
ميكيل أجويريزابالاجا (بالإسبانية: Mikel Aguirrezabalaga) مواليد 8 أبريل 1984 في ثاراوث، إسبانيا، هو لاعب كرة يد إسباني. مثل منتخب إسبانيا لكرة اليد. شارك في دورة الألعاب الأولمبية الصيفية سنة 2012.

## سجل المنافسة
شارك في البطولات التالية:
- الألعاب الأولمبية الصيفية 2012

## روابط خارجية
- ميكيل أجويريزابالاجا على موقع الاتحاد الأوروبي لكرة اليد (الإنجليزية)
- ميكيل أجويريزابالاجا على موقع أوليمبيديا (الإنجليزية)